# Georg Steinbeck
Georg Steinbeck (Lebensdaten unbekannt) war ein deutscher Fußballspieler.

## Karriere
Steinbeck gehörte dem VfB Leipzig an, für den er als Mittelfeldspieler in den vom Verband Mitteldeutscher Ballspiel-Vereine organisierten Meisterschaften von 1902 bis 1907 durchgängig im Gau Nordwestsachsen, der regional höchsten Spielklasse, Punktspiele bestritt.
Während seiner Vereinszugehörigkeit gewann er mit der Mannschaft je viermal die Nordwestsächsische und Mitteldeutsche Meisterschaft und kam diesbezüglich auch in vier Endrunden um die Deutsche Meisterschaft zum Einsatz. Am 10. Mai 1903 debütierte er beim 3:1-Viertelfinal-Sieg beim BTuFC Britannia 1892. Nachdem er auch das am 17. Mai in Leipzig mit 6:3 gewonnene Halbfinale gegen den Altonaer Fußball-Club von 1893 bestritten hatte, zog er mit seiner Mannschaft ins Finale ein. Das am 31. Mai 1903 auf der Exerzierweide in Altona ausgetragene Meisterschaftsfinale, dem allerersten im deutschen Vereinsfußball, gewann er mit seinem Verein; der DFC Prag wurde mit dem Ergebnis von 7:2 besiegt.
Am 24. April 1904 kam er einzig beim 1:0-Viertelfinal-Sieg über den Magdeburger FC Viktoria 1896 zum Einsatz. Das am 29. Mai 1904 in Kassel vorgesehene Finale gegen den BTuFC Britannia 1892 fand jedoch nicht statt. Der Karlsruher FV hatte beim DFB Protest gegen die Wertung dieser Meisterschaft eingelegt. Der DFB hatte die ausschreibungsgemäße Ansetzung der Endrundenspiele an neutralem Orte nicht eingehalten; daraufhin wurde am Vormittag das Endspiel abgesagt und die Meisterschaftsendrunde annulliert.
1906 bestritt er erneut drei Endrundenspiele um die Deutsche Meisterschaft.
Das mit 9:1 gewonnene Viertelfinale gegen den FC Norden-Nordwest Berlin am 22. April, das mit 3:2 gewonnene Halbfinale gegen den Berliner Fußball Club Hertha 1892 am 6. Mai, bei dem ihm ein Tor gelang, und das am 27. Mai in Nürnberg ausgetragene Finale. Dank seines Mitspielers Heinrich Riso, der den 2:1-Siegtreffer in der 85. Minute gegen den 1. FC Pforzheim erzielte, wurde er erstmals Deutscher Meister.
Sein letztes Endrundenspiel krönte er am 12. Mai 1907 bei der 2:3-Halbfinal-Niederlage gegen den späteren Deutschen Meister Freiburger FC mit einem Tor, dem Anschlusstreffer zum 1:2 in der 90. Minute.

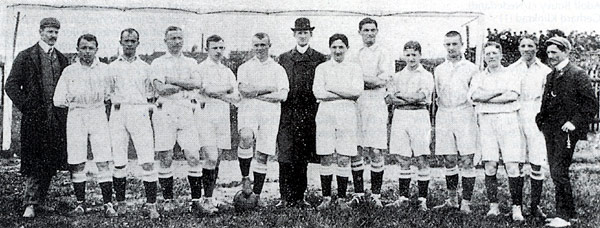
Georg Steinbeck (6. v.l.) und Mitspieler des VfB Leipzig vor dem Finale 1906

## Erfolge
- Deutscher Meister 1903, 1906
- Mitteldeutscher Meister 1903, 1904, 1906, 1907
- Gaumeister Nordwestsachsen 1903, 1904, 1906, 1907